# Saint-Jean-de-la-Léqueraye
Saint-Jean-de-la-Léqueraye è un comune francese di 48 abitanti situato nel dipartimento dell'Eure nella regione della Normandia.

## Società

### Evoluzione demografica
Abitanti censiti